# برونی، تگزاس
برونی (به انگلیسی: Bruni) یک منطقهٔ مسکونی در ایالات متحده آمریکا است که در شهرستان وب، تگزاس واقع شده‌است. برونی ۳٫۴ کیلومتر مربع مساحت و ۳۷۹ نفر جمعیت دارد و ۲۳۷ متر بالاتر از سطح دریا واقع شده‌است.